# Schneebergita
La schneebergita es un mineral de la clase de los minerales fosfatos, y dentro de esta pertenece al llamado “grupo de la tsumcorita”. Fue descubierta en 2002 en una mina cerca de Schneeberg, en los montes Metálicos del estado de Sajonia (Alemania), siendo nombrada así por esta localidad. Un sinónimo es su clave: IMA1999-027.

## Características químicas
Es un arsenato hidroxilado e hidratado de bismuto y cobalto. Los minerales del grupo de la tsumcorita al que pertenece son fosfatos o sulfatos de una química compleja.
Además de los elementos de su fórmula, suele llevar como impurezas: calcio, hierro y níquel.

## Formación y yacimientos
Se forma en yacimientos de cuarzo con arseniuros del cobalto y níquel, por deshidratación secundaria de otros minerales.
Suele encontrarse asociado a otros minerales como: cuarzo y otros arseniatos.